# Nobles County
Nobles County är ett administrativt område i delstaten Minnesota i USA, med 21 378 invånare. Den administrativa huvudorten (county seat) är Worthington. 

## Politik
Nobles County har under senare år tenderat att rösta republikanskt. Republikanernas kandidat har vunnit countyt i samtliga presidentval under 2000-talet. I valet 2016 vann republikanernas kandidat med siffrorna 61,4 procent mot 31,7 för demokraternas kandidat, vilket är den största segern i countyt för en kandidat sedan valet 1964 då demokraternas kandidat fick 64,6 procent av rösterna i countyt.

## Geografi
Enligt United States Census Bureau har countyt en total area på 1 871 km². 1 853 km² av den arean är land och 18 km² är vatten.      

### Angränsande countyn
- Murray County - norr
- Cottonwood County - nordost
- Jackson County - öst
- Osceola County, Iowa - sydost
- Lyon County, Iowa - sydväst
- Rock County - väst